# Skupinska dinamika
Skupinska dinamika je način delovanja skupine, odvisna pa je predvsem od osebnosti članov, ki skupino sestavljajo. Skupine se oblikujejo z namenom, da opravljajo določeno nalogo. Človek pa v sebi združuje več različnih interesov, kar pomeni, da lahko pripada več skupinam hkrati. Podatki o stikih med člani skupine kažejo, da je za nastajanje skupinskih struktur v medsebojnih osebnih interakcijah pomembno predvsem to, da člani prevzemanjo v njej določene naloge ali pa, da izberejo poti k aktivnostim, ki jih je v določenih razmerah mogoče uresničiti. Naloge, ki jih kdo prevzame, se spojijo z ustaljenimi splošnimi pogoji organizacijskega življenja . Prvi, ki se je znanstveno ukvarjal s proučevanjem skupin, je bil Kurt Lewin, ki je tudi kot prvi proces delovanja skupine poimenoval skupinska dinamika 

## Skupine v organizaciji

### Pojmovanje, vloga in pomen skupine
Oblikovanje delovnih skupin je eden izmed glavnih načinov organiziranja dela v organizacijah. Z oblikovanjem delovnih skupin skušamo zaposlene v organizaciji vključiti v sam proces dela. Skupina se od posameznika razlikuje po svojem odnosu do socialnega okolja in po tem, da je močnejša od posameznika ter svojim članom nudi varnost in pomoč. Skupine se med seboj ločijo, razlikujemo pa jih po njihovih značilnostih. Skupina je sestavljena iz več članov, najmanjše skupine so diade (dva člana), nato triade (trije člani)  . Število članov bistveno vpliva na odnose in procese, ki se odvijajo v skupini saj gre za drugačno vrsto komuniciranja. V manjših delovnih skupinah so po navadi bolje razvite skupinske značilnosti kot v večjih, saj začnejo s povečevanjem članov odnosi med njimi bledeti in se znotraj skupine lahko izoblikujejo manjše skupine. Vsaka skupina mora imeti vodjo in skupni cilj. Tudi če vodja ni uradno imenovana, se skupina navadno vedno oblikuje okrog neke »osrednje osebe«. Ljudje se v skupine vključujemo zato, da bi zadovoljili določene potrebe, ki jih kot posameznik ne bi mogli  . 

### Značilnosti skupine
Pomembne značilnosti skupine so :
- Da kako socialno enoto imenujemo skupina, mora biti prepoznavna in določljiva po članih, ki jo sestavljajo, in po zunanjih opazovalcih.
- Skupina mora imeti socialno strukturo, se pravi, da ima vsak član v njej položaj, ki je določen v odnosu do položajev drugih.
- V skupini obstajajo individualne vloge, prek katerih člani sodelujejo v skupnem delu; ko člani prenehajo igrati svoje vloge (v interakcijskem smislu), skupina preneha obstajati.
- Bistveni za skupino so recipročni odnosi, ki med člani zagotavljajo stike in komunikacijo.
- Vsaka skupina ima norme o vedenju, ki vplivajo na način igranja vlog, zato je nujno, da član, ki pride v skupino, začne oblikovati svoje vedenje po njenem vzorcu.
- Člani skupine imajo skupne interese in vrednote, vendar ni nujno, da so natančno definirani.
- Delovanje skupine mora biti usmerjeno k delovnemu (socialnemu) cilju ali ciljem. Cilj pove zakaj in s kakim namenom skupina obstaja.
- Skupina mora imeti določeno trajnost, se pravi, izmerljivo trajanje.

## Dinamika medosebnih odnosov in stabilnost v skupini

### Dinamika v skupini
Tako kot naloge, ki jih opravljajo člani znotraj skupine, so tudi odnosi, ki se med nalogami oblikujejo, regulirani in utrjeni. Načini odzivanja na zunanje okolje za katero človek odkrije, da mu prinaša zadovoljstvo, se pogosteje uveljavljajo in preidejo v navade ter se preoblikujejo v pravila in zakonitosti medosebnih odnosov. Tako kot ljudje v skupini zadovoljujejo potrebo po socialni povezanosti v medosebnih odnosih, tako prihaja tudi do nasprotovanja med člani skupine, ki pa se pogosteje pojavlja v začetnem procesu nastajanja skupine. Za nastanek skupinske strukture sta potrebna oba pojava. 

### Osnovne potrebe in skupina
Po A. Maslowu so človekove osnovne potrebe urejene hierarhično. Ker velja hierarhija po Maslowu za vse ljudi, velja seveda tudi za skupine ljudi, ki sodelujejo, da bi dosegli cilje, ki jih kot posamezniki ne morejo. Za delovanje skupin (organizacij, socialnih sistemov) je zato pomembna enaka hierarhija osnovnih potreb . 
- VARNOST pomeni, da je socialni prostor v katerem posameznik živi zanj dovolj predvidljiv, vreden zaupanja, tako da lahko posameznik v njem učinkovito načrtuje svoje vedenje. To omogočajo predvsem različna pravila, vrednote in mere, ki se jih drži večina in se je nanje mogoče zanesti. Če so te potrebe nepotešene to v posamezniku vzbudi občutek negotovosti in ogroženosti. Pravila v skupini morajo biti določena na način, da se posamezniki lahko nanje zanesejo in jim zaupajo, saj lahko le tako člani skupine uspešno načrtujejo svoje delo in dosegajo postavljene cilje [3].
- SPREJETOST pomeni, da je človek znotraj skupine v kateri deluje lahko dovolj pristen in brez prevelikega tveganja izraža svoje strahove, napetost, razočaranja in negotovost ter vsa ostala čustva in občutke, ki so vezana na delo. Dobra sprejetost kaže na dobro socialno klimo v skupini, pomeni pa tudi večjo verjetnost sprotnega, predvsem pa bolj uspešnega predelovanja konfliktov, ki se jim nobena skupina ne more izogniti [3].
- POTRDITEV pomeni, da ima posameznik priložnosti od ostalih članov skupine dobivati potrditev za svojo različnost. Na tej ravni se pojavijo potrebe po neodvisnosti, moči in obvladovanju položaja, po statusu, priznanju, upoštevanju, idr. [3]. Če so potrebe potrditve potešene, to človeku da občutek lastne koristnosti, samozavesti, sposobnosti in pomembnosti. Nepotešenost povzroča občutke manjvrednosti in nemoči.

### Stabilnost v skupini
Stabilnost skupine zagotavljajo racionalni elementi, kot so cilj skupine, delovne naloge, struktura vlog, in jih lahko tudi empirično preverjamo. Težje pa preverjamo manj stabilne elemente kot so skupinske norme in pričakovanja posameznikov. 
V delovni skupini ločimo naslednje spremenljivke in procese :
- vloga, položaj posameznika v skupini glede na pomembnost in vloge, ki jih opravlja;
- vodstvo, tip vodenja: avtoritativno (direktivno), demokratično (sodelovalno) in liberalno (permisivno);
- vzdušje, stopnja medsebojnega razumevanja in podpiranja;
- osebnost, osebnostne značilnosti posameznikov (sestavljajo »mešanico« skupinskih in »osebnostnih« značilnosti;
- kohezivnost, privlačnost med člani skupine in medsebojna navezanost;
- norme, vrednote, ki vplivajo na člane skupine v različnih situacijah in s katerimi se člani skupine strinjajo.

#### Specifični osebni cilji in skupinski cilj
Poleg osnovnih človekovih potreb, ki so pri vsakem posamezniku enake, imajo vsi posamezniki še lastne, individualne potrebe, cilje in osebnostne lastnosti, ki pa so lahko tudi v nasprotju s cilji in hotenji skupine v kateri posameznik deluje. Za doseganje cilja, ki ga je postavila neka skupina, običajno ne zadostuje le zagotavljanje okoliščin za ustrezno potešenost osnovnih psihosocialnih potreb, pač pa morajo biti med seboj ustrezno usklajeni tudi individualni cilji in potrebe članov skupine. To je posebej pomembno takrat, ko se cilji nekaterih posameznikov med seboj izključujejo ali pa so v neposrednem nasprotju z interesi celotne skupine .
Ko ima večje število ljudi nek skupen cilj, ki ga lahko dosežejo samo z medsebojnim sodelovanjem govorimo o pravi skupini. Skupina bo lažje dosegla postavljeni cilj, če bo pri tem dovolj enotna. To se bo zgodilo toliko prej, če različni člani skupine vidijo možnost za doseganje cilja le s pomočjo skupine . Skupinski cilj je torej sredstvo, ki med seboj povezuje posameznike z enakimi in različnimi interesi, z namenom konstruktivnega medsebojnega sodelovanja. Za uspešno doseganje skupinskega cilja mora biti cilj dovolj privlačen, da so se zaradi njega pripravljeni odpovedati tistim individualnim ciljem, ki bi utegnili biti v konfliktu s skupinskim ciljem. 

#### Komunikacija v skupini
Ker gre pri delovanju skupine za medsebojne interakcije različnih posameznikov je seveda dobra komunikacija ena izmed glavnih kakovosti uspešne skupine. V literaturi se pogosto pojavljata dve tehniki komuniciranja , ki se največkrat poimenujeta kot:
- »JAZ« sporočila ustrezajo tistim vodstvenim funkcijam, ki se povezujejo s sklopom potreb po varnosti. Na tej ravni je v socialnem sistemu treba zagotoviti osnovni red, brez katerega celota ne bi delovala. Zelo pomemben pogoj za to je sprotno spremljanje dogajanja in opozarjanje posameznikov, ki s svojim vedenjem ogrožajo uspešno delovanje celote. V takih primerih učinkovito komuniciranje zahteva jasna sporočila, ki do posameznika niso žaljiva, a mu dovolj razločno povedo, katero svoje ravnanje mora spremeniti.
- Aktivno poslušanje posamezniku pomaga, da lahko jasno izrazi svoja sporočila. Ena izmed glavnih funkcij uspešnega vodenja je omogočanje ljudem, da lahko izrazijo, in kolikor je mogoče, tudi predelajo svoje zadrege, bojazni, pomisleke in razočaranja. Da bi to lahko dosegli, morajo posamezniki imeti občutek, da jih razumemo, jim stojimo ob strani in smo jim, kolikor je v naši moči, pripravljeni tudi pomagati. Velikokrat posamezniku pomaga že to, da smo ga pripravljeni poslušati.